# Trichocerca brachyura
Trichocerca brachyura är en hjuldjursart som först beskrevs av Gosse 1851.  Trichocerca brachyura ingår i släktet Trichocerca och familjen Trichocercidae. Arten är reproducerande i Sverige. Inga underarter finns listade i Catalogue of Life.